# Adriana Monti
Adriana Monti (Milano, 1951) è una regista e sceneggiatrice italiana naturalizzata canadese.

## Biografia
Attiva dalla fine degli anni '70 principalmente nella realizzazione di film indipendenti, ha iniziato la sua carriera nel periodo della seconda ondata femminista in Italia. Per il film Scuola senza fine del 1983 ha reclutato un gruppo di attrici amatoriali, ex casalinghe, riuscendo a ottenere gratuitamente l'attrezzatura necessaria per la realizzazione. Tutte le attrici reclutate avevano frequentato le scuole superiori, terminandole nel 1976. Nel 1986 ha diretto il documentario Filo a catena, in cui ha descritto la condizione della donna all'interno dei laboratori tessili. 
Dal 1996 vive in Canada, dove ha lavorato per quindici anni per OMNI Television Rogers Media. Successivamente ha fondato la A&Z Media Ltd., dirigendo e producendo numerosi film.
Presso il Museo dell'industria e del lavoro è presente il "Fondo Adriana Monti", che raccoglie la documentazione relativa all'attività di Adriana Monti dal 1975 al 1985 su cinema, teatro e sui film diretti dalla Monti, oltre a una varia documentazione riguardante il movimento femminista italiano.

## Filmografia parziale
- Trame (1982)
- Scuola senza fine (1983)
- Una scuola di cinema a Milano (1983)
- Tracce sulla pelle incantata (1984)
- Spazi vocali (1984)
- Filo a catena (1986)
- Gentili signore (1988)

## Riconoscimenti
- 1988: Targa "Pietro Bianchi" al Laceno d'oro per Gentili signore
- 1988 – Annecy Cinéma Italien
  - Candidatura al Prix CICAE